# Джеремі Нгакія
Джеремі Мбопі Нгакія (англ. Jeremy Mpobi Ngakia, нар. 7 вересня 2000, Лондон, Англія) — англійський футболіст конголезького походження, фланговий захисник клубу «Вотфорд».

## Ігрова кар'єра

### Вест Гем Юнайтед
Джеремі Нгакія проходив випробувавння в академії «Челсі». Та у віці 14 років він приєднався до іншого столичного клубу — «Вест Гем Юнайтед».
29 січня 2020 року у матчі чемпіонату країни проти «Ліверпуля» Нгакія дебютував у першій команді «Вест Гема». Влітку контракт футболіста з клубом добігав кінця але Нгакія відхилив пропозицію керівництва про поновлення контракту.

### Вотфорд
В серпні 2020 року Нгакія як вільний агент підписав чотирирічний контракт з клубом «Вотфорд». За результатами сезону футболіст допоміг клубу посісти друге місце в Чемпіоншипі і підвищитися до Прем'єр - ліги. В травні 2024 року клуб оголоств про підписання з гравцем нового трирічного контракту.